# Platyarthrus kislarensis
Platyarthrus kislarensis är en kräftdjursart som beskrevs av Karl Wilhelm Verhoeff1941. Platyarthrus kislarensis ingår i släktet Platyarthrus och familjen myrbogråsuggor. Inga underarter finns listade i Catalogue of Life.